# Vietnam i olympiska sommarspelen 2008
Vietnam i olympiska sommarspelen 2008 bestod av 13 idrottare som blivit uttagna av Vietnams olympiska kommitté.

## Badminton
- Huvudartikel: Badminton vid olympiska sommarspelen 2008

- Herrar

| Namn             | Gren   | 32-delsfinal | 16-delsfinal                      | 8-delsfinal      | Kvartsfinal      | Semifinal        | Final            | Final            |                  |
| Namn             | Gren   | Resultat     | Resultat                          | Resultat         | Resultat         | Resultat         | Resultat         | Plats            |                  |
| ---------------- | ------ | ------------ | --------------------------------- | ---------------- | ---------------- | ---------------- | ---------------- | ---------------- | ---------------- |
| Nguyễn Tiến Minh | Singel | Bye          | Hsieh (TPE) L 16-21, 21-15, 15-21 | Gick inte vidare | Gick inte vidare | Gick inte vidare | Gick inte vidare | Gick inte vidare | Gick inte vidare |

- Damer

| Namn                 | Gren   | 32-delsfinal                    | 16-delsfinal               | 8-delsfinal      | Kvartsfinal      | Semifinal        | Final            | Final            |                  |
| Namn                 | Gren   | Resultat                        | Resultat                   | Resultat         | Resultat         | Resultat         | Resultat         | Plats            |                  |
| -------------------- | ------ | ------------------------------- | -------------------------- | ---------------- | ---------------- | ---------------- | ---------------- | ---------------- | ---------------- |
| Lê Ngọc Nguyên Nhung | Singel | Jayasinghe (SRI) W 21-13, 21-12 | Hirose (JPN) L 7-21, 12-21 | Gick inte vidare | Gick inte vidare | Gick inte vidare | Gick inte vidare | Gick inte vidare | Gick inte vidare |

## Bordtennis
- Huvudartikel: Bordtennis vid olympiska sommarspelen 2008
- Singel, herrar

| Idrottare      | Gren   | Grundomgång                              | Omgång 1                                            | Omgång 2                                      | Omgång 3             | Omgång 4             | Kvartsfinal          | Semifinal            | Final                |                  |
| Idrottare      | Gren   | Motståndare Resultat                     | Motståndare Resultat                                | Motståndare Resultat                          | Motståndare Resultat | Motståndare Resultat | Motståndare Resultat | Motståndare Resultat | Motståndare Resultat |                  |
| -------------- | ------ | ---------------------------------------- | --------------------------------------------------- | --------------------------------------------- | -------------------- | -------------------- | -------------------- | -------------------- | -------------------- | ---------------- |
| Đoàn Kiến Quốc | Singel | Zalcberg (AUS) W 11-8, 11-7, 12-10, 11-5 | Legout (FRA) W 10-12, 11-7, 11-6, 6-11, 11-9, 14-12 | Smirnov (RUS) L 3-11, 11-5, 4-11, 12-14, 8-11 | Gick inte vidare     | Gick inte vidare     | Gick inte vidare     | Gick inte vidare     | Gick inte vidare     | Gick inte vidare |

## Friidrott
- Huvudartikel: Friidrott vid olympiska sommarspelen 2008

Förkortningar
- Noteringar – Placeringarna avser endast löparens eget heat
- Q = Kvalificerad till nästa omgång
- q = Kvalificerade sig till nästa omgång som den snabbaste idrottaren eller, i fältgrenarna, via placering utan att uppnå kvalgränsen.
- NR = Nationellt rekord
- N/A = Omgången ingick inte i grenen
- Bye = Idrottaren behövde inte delta i denna omgång

Herrar
Bana och landsväg
| Idrottare         | Gren  | Heat     | Heat      | Semifinal        | Semifinal        | Final            | Final            |
| Idrottare         | Gren  | Resultat | Placering | Resultat         | Placering        | Resultat         | Placering        |
| ----------------- | ----- | -------- | --------- | ---------------- | ---------------- | ---------------- | ---------------- |
| Nguyễn Đình Cương | 800 m | 1:52.06  | 7         | Gick inte vidare | Gick inte vidare | Gick inte vidare | Gick inte vidare |

Damer
Bana & landsväg
| Idrottare    | Gren  | Heat     | Heat      | Kvartsfinal | Kvartsfinal | Semifinal        | Semifinal        | Final            | Final            |
| Idrottare    | Gren  | Resultat | Placering | Resultat    | Placering   | Resultat         | Placering        | Resultat         | Placering        |
| ------------ | ----- | -------- | --------- | ----------- | ----------- | ---------------- | ---------------- | ---------------- | ---------------- |
| Vũ Thị Hương | 100 m | 11.65    | 3 Q       | 11.70       | 8           | Gick inte vidare | Gick inte vidare | Gick inte vidare | Gick inte vidare |

## Gymnastik
- Huvudartikel: Gymnastik vid olympiska sommarspelen 2008

### Artistisk gymnastik
Damer
| Gymnast            | Gren     | Kval    | Kval    | Kval    | Kval    | Kval   | Kval      | Final            | Final            | Final            | Final            | Final            | Final            |
| Gymnast            | Gren     | Redskap | Redskap | Redskap | Redskap | Totalt | Placering | Redskap          | Redskap          | Redskap          | Redskap          | Totalt           | Placering        |
| Gymnast            | Gren     | F       | V       | UB      | BB      | Totalt | Placering | F                | V                | UB               | BB               | Totalt           | Placering        |
| ------------------ | -------- | ------- | ------- | ------- | ------- | ------ | --------- | ---------------- | ---------------- | ---------------- | ---------------- | ---------------- | ---------------- |
| Đỗ Thị Ngân Thương | Mångkamp | 11.900  | 13.400  | 12.575  | 14.225  | 52.100 | DSQ       | Gick inte vidare | Gick inte vidare | Gick inte vidare | Gick inte vidare | Gick inte vidare | Gick inte vidare |

## Simning
- Huvudartikel: Simning vid olympiska sommarspelen 2008

## Skytte
- Huvudartikel: Skytte vid olympiska sommarspelen 2008

## Taekwondo
| Idrottare           | Gren             | Åttondelsfinaler         | Kvartsfinaler        | Semifinaer           | Återkval             | Bronsmatch           | Final                | Final            |
| Idrottare           | Gren             | Motståndare Resultat     | Motståndare Resultat | Motståndare Resultat | Motståndare Resultat | Motståndare Resultat | Motståndare Resultat | Placering        |
| ------------------- | ---------------- | ------------------------ | -------------------- | -------------------- | -------------------- | -------------------- | -------------------- | ---------------- |
| Nguyễn Văn Hùng     | Herrarnas +80 kg | Chukwumerije (NGR) L 1–3 | Gick inte vidare     | Gick inte vidare     | Gick inte vidare     | Gick inte vidare     | Gick inte vidare     | Gick inte vidare |
| Trần Thị Ngọc Trúc  | Damernas −49 kg  | Tona (PNG) W 5–0         | Puedpong (THA) L 1–2 | Gick inte vidare     | Montejo (CUB) L 0–4  | Gick inte vidare     | Gick inte vidare     | Gick inte vidare |
| Nguyễn Thị Hoài Thu | Damernas −57 kg  | Diedhiou (SEN) L 0–1     | Gick inte vidare     | Gick inte vidare     | Gick inte vidare     | Gick inte vidare     | Gick inte vidare     | Gick inte vidare |

## Tyngdlyftning
- Huvudartikel: Tyngdlyftning vid olympiska sommarspelen 2008